# Jigme Thinley
Lyonpo e Dasho Jigme Yoser Thinley (Bumthang, 6 settembre 1952) è un politico bhutanese.

## Biografia
È stato il Primo Ministro in carica del Bhutan. Lyonpo in dzongkha significa "primo ministro."
Thinley è nato a Bumthang e dal 1974 ha svolto compiti all'interno dell'amministrazione pubblica.
Nel febbraio 1987, gli furono conferiti il titolo di Dasho e la Sciarpa Rossa. Nel 1990 divenne amministratore della Zona Orientale.
Nel 1992 fu nominato segretario del Ministero degli Interni e nel gennaio 1994 divenne Viceministro degli Interni. Durante il mandato gli fu conferita la Sciarpa Arancione. Sempre nel 1994, fu nominato Rappresentante Permanente del Bhutan presso le Nazioni Unite e altre Organizzazioni Internazionali a Ginevra.
Prima dell'avvento della monarchia costituzionale fu due volte primo ministro, dal 20 luglio 1998 al 9 luglio 1999 e dal 30 agosto 2003 al 20 agosto 2004. Fu anche Ministro degli Affari Esteri dal 1998 al 2003 e successivamente Ministro della Casa e della Cultura.
Nel marzo 2008 divenne leader del partito Druk Phuensum Tshogpa (DPT) che si è presentato alle prime elezioni democratiche del Bhutan. Il Partito ha conquistato 44 dei 47 seggi dell'Assemblea Nazionale consentendo a Jigme Thinley di diventare il 1º Primo Ministro eletto democraticamente. Il suo incarico decorre dal 9 aprile 2008 e termina nel 2013.